# 埃迪·克鲁克
埃迪·克鲁克（英語：Eddie Crook，1929年4月19日—2005年7月25日），美国男子拳击运动员。他曾代表美国参加1960年夏季奥林匹克运动会拳击比赛，获得一枚金牌。他于2005年去世，享年76岁。